# Contre-la-montre masculin aux championnats du monde de cyclisme sur route 2013
Navigation
Fauquemont 2012 Ponferrada 2014
Le contre-la-montre masculin aux championnats du monde de cyclisme sur route 2013 a eu lieu le 25 septembre 2013 à Florence, en Italie.

## Présentation

### Parcours
Le contre-la-montre a lieu sur une distance de 57,86 km entre Montecatini Terme et Florence et présentera un profil plat hormis un côte de 1 km au début du parcours.

### Participants

#### Ordre de départ
- Liste des partants

#### Favoris
Vainqueur du contre-la-montre du Tour de France, le double tenant du titre Tony Martin (Allemagne) est un des favoris pour conserver sa couronne. Le quadruple champion du monde Fabian Cancellara (Suisse), qui a battu Martin sur le contre-la-montre du Tour d'Espagne, est son principal concurrent. Bradley Wiggins (Grande-Bretagne), champion olympique de la spécialité et récent vainqueur du Tour de Grande-Bretagne, est également candidat au titre. Taylor Phinney (États-Unis) est aussi un des favoris,.

## Classement
|                           | Coureur                     | Pays             |    | Temps             |
| ------------------------- | --------------------------- | ---------------- | -- | ----------------- |
| Médaille d'or, monde      | Tony Martin                 | Allemagne        | en | 1 h 5 min 36 s 65 |
| Médaille d'argent, monde  | Bradley Wiggins             | Royaume-Uni      | +  | 46 s 09           |
| Médaille de bronze, monde | Fabian Cancellara           | Suisse           |    | 48 s 34           |
| 4                         | Vasil Kiryienka             | Biélorussie      |    | 1 min 26 s 01     |
| 5                         | Taylor Phinney              | États-Unis       |    | 2 min 8 s 00      |
| 6                         | Rasmus Christian Quaade     | Danemark         |    | 2 min 36 s 33     |
| 7                         | Marco Pinotti               | Italie           |    | 2 min 41 s 92     |
| 8                         | Adriano Malori              | Italie           |    | 2 min 51 s 07     |
| 9                         | Gustav Larsson              | Suède            |    | 2 min 58 s 47     |
| 10                        | Kanstantsin Siutsou         | Biélorussie      |    | 2 min 59 s 54     |
| 11                        | Jan Bárta                   | Tchéquie         |    | 3 min 7 s 00      |
| 12                        | Rohan Dennis                | Australie        |    | 3 min 9 s 33      |
| 13                        | Nicolas Roche               | Irlande          |    | 3 min 13 s 35     |
| 14                        | Jonathan Castroviejo        | Espagne          |    | 3 min 13 s 78     |
| 15                        | Nélson Oliveira             | Portugal         |    | 3 min 14 s 43     |
| 16                        | Kristof Vandewalle          | Belgique         |    | 3 min 17 s 15     |
| 17                        | Richie Porte                | Australie        |    | 3 min 22 s 82     |
| 18                        | Vladimir Gusev              | Russie           |    | 3 min 28 s 46     |
| 19                        | Dmitriy Gruzdev             | Kazakhstan       |    | 3 min 35 s 95     |
| 20                        | Bert Grabsch                | Allemagne        |    | 3 min 41 s 01     |
| 21                        | Jesse Sergent               | Nouvelle-Zélande |    | 3 min 45 s 91     |
| 22                        | Sylvain Chavanel            | France           |    | 3 min 48 s 41     |
| 23                        | Aleksejs Saramotins         | Lettonie         |    | 3 min 56 s 32     |
| 24                        | Michał Kwiatkowski          | Pologne          |    | 3 min 59 s 07     |
| 25                        | Niki Terpstra               | Pays-Bas         |    | 4 min 0 s 83      |
| 26                        | Carlos Oyarzún              | Chili            |    | 4 min 6 s 45      |
| 27                        | Lieuwe Westra               | Pays-Bas         |    | 4 min 6 s 54      |
| 28                        | Maciej Bodnar               | Pologne          |    | 4 min 18 s 20     |
| 29                        | Jérémy Roy                  | France           |    | 4 min 27 s 21     |
| 30                        | Riccardo Zoidl              | Autriche         |    | 4 min 39 s 57     |
| 31                        | Serghei Tvetcov             | Moldavie         |    | 4 min 47 s 33     |
| 32                        | Ignatas Konovalovas         | Lituanie         |    | 4 min 49 s 80     |
| 33                        | Bob Jungels                 | Luxembourg       |    | 4 min 58 s 57     |
| 34                        | Nikolay Mihaylov            | Bulgarie         |    | 4 min 59 s 10     |
| 35                        | Luis León Sánchez           | Espagne          |    | 5 min 4 s 78      |
| 36                        | Tobias Ludvigsson           | Suède            |    | 5 min 7 s 12      |
| 37                        | Matthias Brändle            | Autriche         |    | 5 min 11 s 12     |
| 38                        | Patrick Gretsch             | Allemagne        |    | 5 min 14 s 23     |
| 39                        | Tiago Machado               | Portugal         |    | 5 min 28 s 63     |
| 40                        | Ilnur Zakarin               | Russie           |    | 5 min 34 s 37     |
| 41                        | Alex Dowsett                | Royaume-Uni      |    | 5 min 47 s 23     |
| 42                        | Reinardt Janse van Rensburg | Afrique du Sud   |    | 5 min 52 s 74     |
| 43                        | Alex Rasmussen              | Danemark         |    | 5 min 56 s 91     |
| 44                        | Ioánnis Tamourídis          | Grèce            |    | 6 min             |
| 45                        | Andriy Vasylyuk             | Ukraine          |    | 6 min 4 s 45      |
| 46                        | Andrew Talansky             | États-Unis       |    | 6 min 5 s 19      |
| 47                        | Matej Jurčo                 | Slovaquie        |    | 6 min 15 s 31     |
| 48                        | Alexey Lutsenko             | Kazakhstan       |    | 6 min 19 s 04     |
| 49                        | Thomas De Gendt             | Belgique         |    | 6 min 25 s 48     |
| 50                        | Kristjan Koren              | Slovénie         |    | 6 min 25 s 55     |
| 51                        | Reto Hollenstein            | Suisse           |    | 6 min 26 s 12     |
| 52                        | Rafaâ Chtioui               | Tunisie          |    | 6 min 30 s 86     |
| 53                        | Gert Jõeäär                 | Estonie          |    | 6 min 49 s 14     |
| 54                        | Daniel Teklehaimanot        | Érythrée         |    | 6 min 49 s 28     |
| 55                        | Jay Robert Thomson          | Afrique du Sud   |    | 6 min 52 s 88     |
| 56                        | Sam Bewley                  | Nouvelle-Zélande |    | 7 min 0 s 02      |
| 57                        | Cheung King Lok             | Hong Kong        |    | 7 min 1 s 57      |
| 58                        | Leandro Messineo            | Argentine        |    | 7 min 23 s 33     |
| 59                        | Gediminas Bagdonas          | Lituanie         |    | 7 min 38 s 30     |
| 60                        | Choe Hyeong-min             | Corée du Sud     |    | 7 min 44 s 62     |
| 61                        | Mykhailo Kononenko          | Ukraine          |    | 7 min 46 s 86     |
| 62                        | Muradian Khalmuratov        | Ouzbékistan      |    | 7 min 51 s 74     |
| 63                        | Spas Gyurov                 | Bulgarie         |    | 7 min 56 s 99     |
| 64                        | Samuel Pökälä               | Finlande         |    | 8 min 11 s 30     |
| 65                        | Elchin Asadov               | Azerbaïdjan      |    | 8 min 21 s 39     |
| 66                        | Andrei Nechita              | Roumanie         |    | 8 min 30 s 77     |
| 67                        | Rafael Infantino            | Colombie         |    | 9 min 14 s 83     |
| 68                        | David Albós                 | Andorre          |    | 9 min 40 s 10     |
| 69                        | Meron Russom                | Érythrée         |    | 9 min 41 s 58     |
| 70                        | José Ragonessi              | Équateur         |    | 9 min 43 s 75     |
| 71                        | Segundo Navarrete           | Équateur         |    | 9 min 51 s 49     |
| 72                        | Eugert Zhupa                | Albanie          |    | 9 min 54 s 57     |
| 73                        | Jiyong Kang                 | Corée du Sud     |    | 10 min 59 s 52    |
| 74                        | Uri Martins                 | Mexique          |    | 11 min 44 s 67    |
| 75                        | Ahmed Elbourdainy           | Qatar            |    | 12 min 11 s 70    |
| 76                        | Gustavo Miño                | Paraguay         |    | 15 min 13 s 21    |
| 77                        | Nazir Jaser                 | Syrie            |    | 15 min 14 s 40    |
| -                         | Rogers Balikudembe          | Ouganda          |    | non-partant       |
| -                         | Herbert Mugwanya            | Ouganda          |    | non-partant       |